# Jean de Saint-Facond
Pour les articles homonymes, voir Saint Jean.
Jean de Saint-Facond ou Jean de Sahagún (c. 1430 - 1479), (en espagnol Juan de Sahagún, de son nom complet Juan Gonzalez de Castrillo Martinez de Sahagún y Cea), est un prêtre espagnol et prédicateur fameux, devenu religieux dans l'ordre des ermites de saint Augustin. Il est canonisé en 1690 par Alexandre III, et sa fête se célèbre le 11 juin.

## Biographie

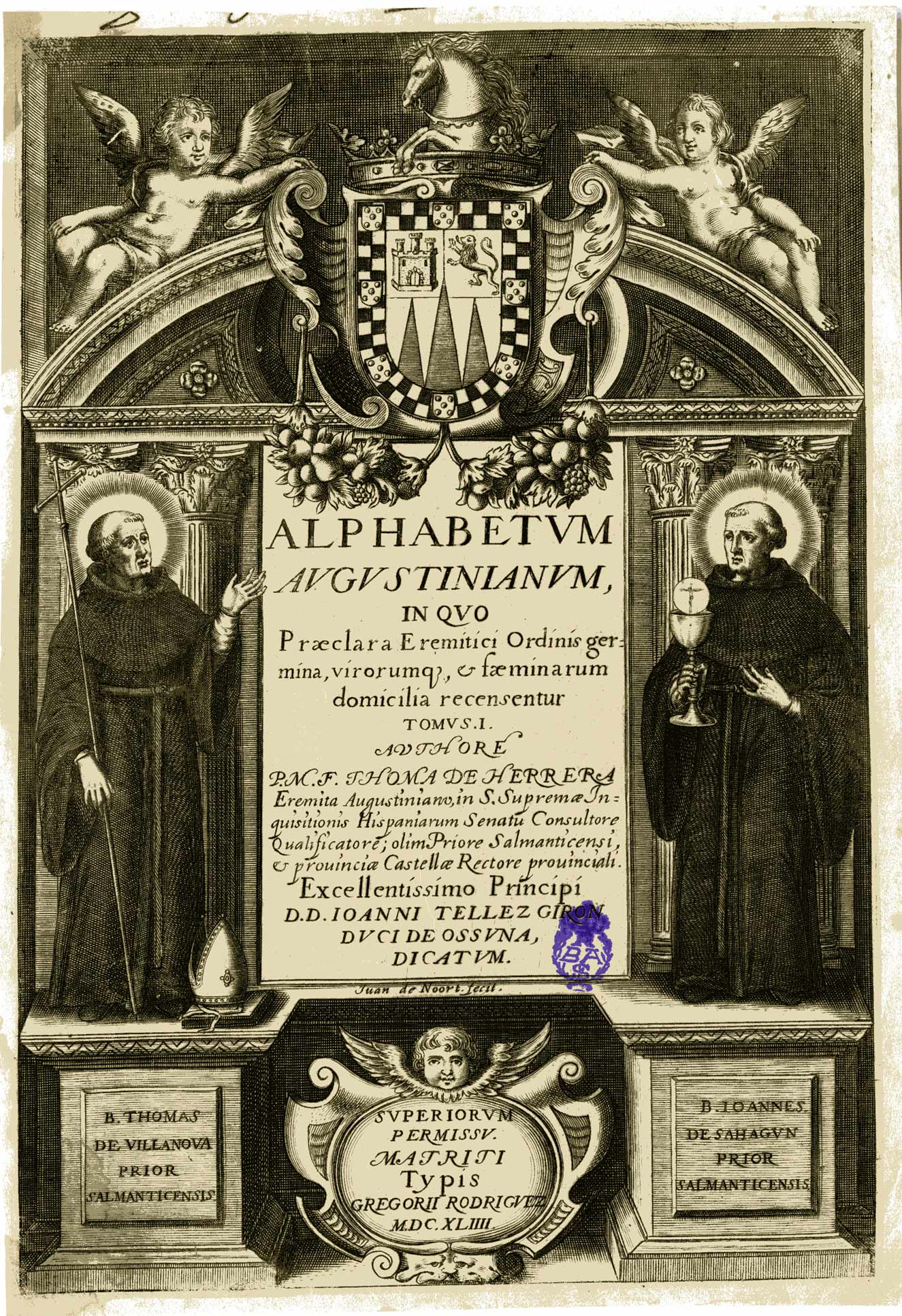
Thomas de Villeneuve et Jean de Saint-Facond au frontispice d'un dictionnaire augustinien.

Juan Gonzales est né en Espagne, dans la province de León à Sahagún, ville qui tient son nom d’une abbaye bénédictine dont le patron était saint Facond, martyr espagnol avec Primitif, morts en 300 dans ladite province. C'est d'ailleurs au sein de cette institution que Juan étudie les lettres et la théologie, avant de recevoir la tonsure et les ordres mineurs, et d'obtenir, sans être prêtre, un bénéfice ecclésiastique à Codornillos. 
Il renonce à celui-ci par scrupule de conscience, et se rend à Burgos, où il se met au service de l'archevêque  Alonso García de Carthagène (ou de Santa Maria). Une fois ordonné prêtre, il est pourvu d'un canonicat et d'autres bénéfices, dont il se défera au décès de l'archevêque, en 1456. Il décide alors de se consacrer à la prédication et à l'étude des Saintes Écritures. 
En 1457, on le retrouve à Salamanque, où non content de voir affluer le public à ses prêches, il étudie le droit canon à l'université, avant de devenir bachelier en théologie et chapelain du collège San Bartolomé. Tombé gravement malade, il fait vœu d'entrer en religion au cas où il en réchapperait : la guérison se produit, et Juan est admis chez les Augustins, au couvent de Salamanque, qui venait d'être réformé par le dynamique Juan de Alarcon. Il y fera profession le 28 août 1464, et en sera élu prieur à deux reprises, de 1471 à 1473 et de 1477 à 1479. Il rend l'âme le 11 juin 1479, son ascétisme ayant fait l'admiration et l'édification de toute la communauté.

## Postérité

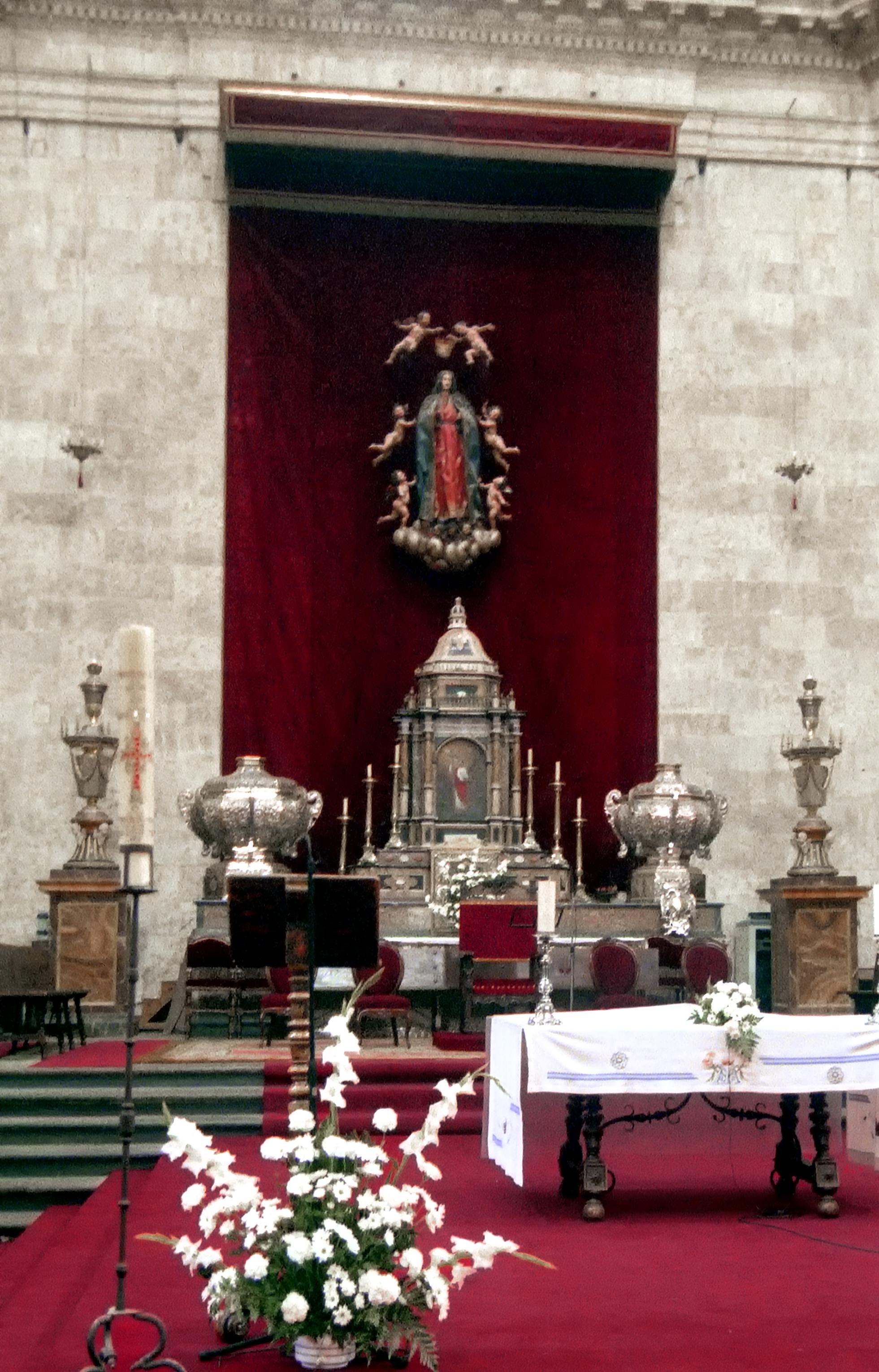
Châsses de saint Jean de Saint-Facond et de saint Thomas de Villeneuve dans la nouvelle cathédrale de Salamanque.

La première biographie a été réalisée, sur base de témoignages directs, par le réformateur augustin, Juan de Sevilla, aux environs de 1490. Très populaire dans son ordre, Juan a été béatifié en 1601, et canonisé en 1609 par le pape Alexandre VIII. Surnommé le pacificateur et l'apôtre de Salamanque, pour avoir su apaiser d'importantes tensions qui agitaient les factions nobles de la cité, il est reconnu comme le patron de la ville et du diocèse de Salamanque, mais aussi de Sahagun et de Cea. Sa fête se célèbre le 12 juin, et sa dépouille est conservée dans la nouvelle cathédrale de Salamanque. Par ailleurs, il convient de noter que Juan aurait écrit des sermons, des Confessions autobiographiques et des Notas marginales portant sur la Bible et la Summa Bartolina, mais seules ces dernières ont été conservées.

## Iconographie
Jean de Saint-Facond est le plus souvent représenté portant l'habit noir avec la ceinture de cuir des augustins, et brandissant un calice, parfois surmonté d'une hostie. Cet attribut constitue sans doute le souvenir d'une anecdote miraculeuse : le saint serait sorti indemne d'une tentative empoisonnement, perpétrée par une aristocrate à laquelle il avait reproché sa mauvaise conduite. On retrouve, en effet, le calice parmi les attributs d'autres saints ayant survécu à ce type d'attentat : Jean l'Evangéliste, Benoît de Nursie, Jacques de la Marche et Louis Bertrand, par exemple.